# 詹卢卡·赞布罗塔
詹卢卡·赞布罗塔（義大利語：Gianluca Zambrotta，1977年2月19日—），前意大利足球运动员，可擔任中后场两个边路上任何位置。他是2006年世界盃冠軍隊成員。赞布罗塔目前是瑞士球队基亞索主教練。

## 生平
赞布罗塔早在十七時就加盟位於其出生地的科莫足球俱乐部（Como Calcio 1907），只在意乙聯賽中上陣一場。1994-95年赛季後，科莫因戰績差降至丙組，赞布罗塔上陣機會漸多，之後两年共出场47場聯賽，入6球。
1997年夏季，赞布罗塔轉投剛升上甲組的。第一季赞布罗塔擔任右翼，出场27次入2球。至1998-99年球季，巴里主力（Nicola Ventola）離隊，赞布罗塔開始擔當重任。聯賽第一週对阵威尼斯（S.S.C. Venezia），他在開賽9分鐘便攻進全場唯一入球，助巴里旗開得勝。之後赞布罗塔繼續發揮出色，使巴里在新球季取得好開始，如第7週作客對勁旅国际米兰，赞布罗塔替球隊先開紀錄，協助球隊以3-2取勝。這季赞布罗塔共出场32場聯賽入4球。赛季還沒完結，意甲強隊尤文图斯便以約接一千六百萬歐元轉會費，收購赞布罗塔。
在尤文图斯赞布罗塔成為了主力，司職右中場，当年联赛上陣32場聯賽入1球，但整體表现平平。在2000年5月14日聯賽煞科日作客佩魯賈的比賽，球隊因大雨影響發揮，以0-1落敗。赞布罗塔在下半場替补上场，卻在末段被紅牌罚下。這比賽使聯賽冠軍落在拉素手中。次年(2000-01年)赞布罗塔上陣29場聯賽入 3球，可是依然與冠軍無緣，屈居羅馬之下。直到第三季教練里皮回歸，球會收購了保方、杜林與，赞布罗塔首次嘗到聯賽冠軍的滋味，冠軍路上他上陣32場聯賽且入1球。
2002年世界杯赞布罗塔大腿受伤，錯過了2002-03年联赛开始阶段。缺陣期間右中場位置被另一球員甘莫蘭尼斯取代了，故當赞布罗塔復出，里皮便嘗試安排他打左后卫。赞布罗塔以其出眾防守能力成功轉型。這季赞布罗塔連續第二年夺得意甲冠军，且更闖進歐冠杯決賽，但終在互射十二碼中敗予同國死敵AC米蘭。
至2004-05年球季，森保達已獲得三個聯賽冠军，6年內出场聯賽185次入7球，是球隊中不可或缺的一員。但隨著球會因假球醜聞降級，赞布罗塔也于2006年中（即世界盃后）轉投加泰隆尼亞的巴塞罗纳，并在队中争得了绝对主力。
2008年，赞布罗塔转投AC米兰，继续司职左后卫，并随队获得2011年意甲联赛冠军及意大利超级杯冠军。2012年5月13日，赞布罗塔在联赛收官战对阵诺瓦拉的比赛中首发出场，这也是他在AC米兰的最后一场正式比赛。

## 意大利國家隊
森保達在1998年3月25日首次入選21歲以下國家隊，在對馬爾他的比賽中上陣。至1998年，他為21歲以下國家隊出賽6場，取得五連勝，只是在最後一場與西班牙打成平手。當時意大利國家隊領隊已留意了森保達。1999年2月，森保達首次代表意大利，在对挪威的友誼賽中披甲上陣，這使他成為50年來首位代表國家隊披甲的巴里球員。
1999-00年球季完結，赞布罗塔入選國家隊出賽2000年歐洲國家盃，由分組賽至四強，森保達都是正選上陣。四強賽時遇上主辦國荷蘭，在第34分鐘的時候因粗野攔截對方球員辛頓而領到第二张黄牌被罚下。其後意大利在点球决胜中以3-1淘汰荷蘭，但因在四強領到紅牌，森保達在對法國的決賽中被罰停賽，意大利亦在特雷泽盖攻入黃金入球後落敗，屈居亞軍。
歐洲杯後森保達回到21歲以下國家隊，代表意大利出戰2000年奧運。在八強中，意大利被後來的銀牌得主西班牙以1-0擊倒，而這亦是森保達最後一次代表21歲以下國家隊出戰。
在2002年世界盃過後，森保達已累積了27次替國家隊上陣的經驗。由於2003年國家隊隊長保罗·马尔蒂尼退出國際賽，再加上森保達在祖雲達斯成功轉型，他成為了國家隊左後衛必然首選。2004年歐洲國家盃意大利缺乏表現，三場分組賽兩和一勝出局。可是在受批評同時，仍有幾位獲正面評價，當中包括森保達。
由於他能夠勝任兩個邊路上攻守的任何位置，為意大利戰術增加不少靈活性。2006年世界杯森保達乃國家隊正選，在八強賽中射入領先一球，協助國家隊打入四強，隨後還成為世界杯冠軍隊成員，

## 技術特点
森保達主要在左右兩旁打边翼衛，是名多用途的全能球員。森保達助攻力很強，在边路可謂發揮到淋漓盡致。在球場上，森保達早期曾任左右邊鋒，細膩腳下功夫和盤帶能力廣為人知，另–樣賣点是其跑不完的氣力及跑动速度，後來改型後在边路仍有出色表現。雖然年紀漸增，速度及狀態大不如前，但仍有穩健防守力。

## 外部連結
- 祖雲達斯官方網頁內的球員檔案
- 祖雲達斯中國官方網頁內的球員檔案